# 沃辛顿 (艾奥瓦州)
沃辛顿（英語：Worthington）是美国艾奥瓦州迪比克县的一座城市，坐标为42°23′48″N 91°7′10″W / 42.39667°N 91.11944°W。根据美国人口调查局数据，城市总面积为0.39平方英里（1.01平方），且皆为陆地。
2010年美國人口普查数据显示，当地共有401位居民，160户，109个家庭，人口密度为1,028.2名居民每平方英里（397.0名居民每平方）；种族构成中，98.5%为白人，0.2%为非裔美国人，1.2%为其他种族；人口年龄中位数为38.9岁，男女性别比例分别为50.6%与49.4%。